# Nikolay Kurganskiy
Nikolay Alekseevich Kurganskiy (en russe : Николай Алексеевич Курганский ; transcription française : Nikolaï Alekseïevitch Kourganski) est un footballeur kazakh, né le 19 mars 1961 à Ekibastouz, en RSS kazakhe (Union soviétique).

## Biographie
En tant qu'attaquant, Nikolay Kurganskiy fut international kazakh à sept reprises (1992-1994) pour deux buts inscrits. Lors de sa troisième sélection contre le Kirghizistan (le 6e match officiel du Kazakhstan), il inscrivit à la 34e et 35e minute, les deux seuls buts du match pour une victoire (2-0), le 25 octobre 1992.
Il joua pour un club soviétique puis kazakh (Batyr Ekibastuz, club de troisième division soviétique puis de première division kazakhe) et des clubs finlandais (PK-37 Iisalmi et KePS Kemi). Il ne remporta qu'une coupe de Kazakhstan en 1989, fut deux fois deuxième du championnat kazakh, élu meilleur joueur de l'année 1993, dans son pays. Il ne remporta rien en Finlande.
Il fut l'entraîneur du Batyr Ekibastuz en 2006.

## Statistiques
| Saison                | Club                     | Championnat           | Championnat | Championnat | Coupe(s) nationale(s) | Coupe(s) nationale(s) | Total | Total |
| Saison                | Club                     | Division              | M.          | B.          | M.                    | B.                    | M.    | B.    |
| 1984                  | Ekibastouzets Ekibastouz | D3                    | 22          | 3           | -                     | -                     | 22    | 3     |
| 1985                  | Ekibastouzets Ekibastouz | D3                    | 40          | 10          | -                     | -                     | 40    | 10    |
| 1986                  | Ekibastouzets Ekibastouz | D3                    | 22          | 9           | -                     | -                     | 22    | 9     |
| 1987                  | Ekibastouzets Ekibastouz | D3                    | 27          | 16          | -                     | -                     | 27    | 16    |
| 1988                  | Ekibastouzets Ekibastouz | D3                    | 32          | 12          | -                     | -                     | 32    | 12    |
| 1989                  | Ekibastouzets Ekibastouz | D3                    | 34          | 10          | -                     | -                     | 34    | 10    |
| 1990                  | Ekibastouzets Ekibastouz | D3                    | 42          | 19          | -                     | -                     | 42    | 19    |
| 1991                  | Ekibastouzets Ekibastouz | D3                    | 39          | 23          | -                     | -                     | 39    | 23    |
| 1992                  | Ekibastouzets Ekibastouz | D1                    | 34          | 19          | 1                     | 1                     | 35    | 20    |
| 1993                  | Ekibastouzets Ekibastouz | D1                    | 42          | 26          | 1                     | 1                     | 43    | 27    |
| 1994                  | Ekibastouzets Ekibastouz | D1                    | 20          | 6           | -                     | -                     | 20    | 6     |
| 1995                  | Ekibastouzets Ekibastouz | D1                    | 1           | 0           | -                     | -                     | 1     | 0     |
| 1996                  | Ekibastouzets Ekibastouz | D1                    | 5           | 0           | -                     | -                     | 5     | 0     |
| 1997                  | Ekibastouzets Ekibastouz | D1                    | 21          | 3           | 4                     | 1                     | 25    | 4     |
| 1998                  | Ekibastouzets Ekibastouz | D1                    | -           | -           | -                     | -                     | 0     | 0     |
| 1999                  | Ekibastouzets Ekibastouz | D1                    | 28          | 3           | 3                     | 0                     | 31    | 3     |
| 2000                  | Ekibastouzets Ekibastouz | D1                    | 1           | 0           | -                     | -                     | 1     | 0     |
| 2001                  | Ekibastouzets Ekibastouz | D1                    | -           | -           | -                     | -                     | 0     | 0     |
| 2002                  | Ekibastouzets Ekibastouz | D2                    | 8           | 0           | -                     | -                     | 8     | 0     |
| Sous-total            | Sous-total               | Sous-total            | 410         | 159         | 9                     | 2                     | 419   | 161   |
| 1994                  | PK-37 Iisalmi (prêt)     | D3                    | 6           | 3           | -                     | -                     | 6     | 3     |
| 1995                  | PS Kemi (prêt)           | D2                    | 26          | 15          | -                     | -                     | 26    | 15    |
| 1996                  | PS Kemi (prêt)           | D2                    | 14          | 3           | -                     | -                     | 14    | 3     |
| Sous-total            | Sous-total               | Sous-total            | 46          | 21          | -                     | -                     | 46    | 21    |
| Total sur la carrière | Total sur la carrière    | Total sur la carrière | 456         | 180         | 20                    | 0                     | 476   | 180   |

## Palmarès
- Coupe du Kazakhstan de football

- - Vainqueur en 1989
- Championnat du Kazakhstan de football
  - Vice-champion en 1993 et en 1998
- Footballeur kazakh de l'année
  - Récompensé en 1993